# Svinhults socken
Svinhults socken i Östergötland ingick i  Ydre härad, ingår sedan 1971 i Ydre kommun och motsvarar från 2016 Svinhults distrikt.
Socknens areal är 142,88 kvadratkilometer varav 138,12 land. År 2000 fanns här 186 invånare. Kyrkbyn Svinhult med sockenkyrkan Svinhults kyrka ligger i socknen. 

## Administrativ historik
Svinhults socken omtalas i dokument första gången 1322 ("in parochia Swinæhult"). Från 1489 och åtminstone fram till 1520-talet var Svinhult annexförsamling till Västra Ryds socken.
Vid kommunreformen 1862 övergick socknens ansvar för de kyrkliga frågorna till Svinhults församling och för de borgerliga frågorna till Svinhults landskommun. Landskommunen uppgick 1952 i Ydre landskommun som 1971 blev Ydre kommun. Församlingen uppgick 2009 i Sund-Svinhults församling.
1 januari 2016 inrättades distriktet Svinhult, med samma omfattning som församlingen hade 1999/2000.
Socknen har tillhört samma fögderier och domsagor som Ydre härad.  De indelta soldaterna tillhörde   Första livgrenadjärregementet, Ydre kompani och Andra livgrenadjärregementet, Vifolka kompani.

## Geografi
Svinhults socken är Östergötlands sydligaste socken och består av glest befolkad skogsbygd.

## Fornlämningar
Kända från socknen är några gravar och stensättningar från järnåldern.

## Kända personer från bygden
- Helena Ekblom (Predikare-Lena)

## Namnet
Namnet (1322 Swinähult) kommer från en gård. Förleden är (vild)svin. Efterleden är hult, 'skog', '(lövskogs)dunge'.

### Fotnoter
1. 1 2  Svensk Uppslagsbok andra upplagan 1947–1955: Svinhult socken
2. 1 2  Harlén, Hans; Harlén Eivy (2003). Sverige från A till Ö: geografisk-historisk uppslagsbok. Stockholm: Kommentus. Libris 9337075. ISBN 91-7345-139-8
3. ↑  ”Arkiverade kopian”. Arkiverad från originalet den 20 april 2019. https://web.archive.org/web/20190420134544/http://jordebok.ra.se/dms/dms_4_6.pdf. Läst 20 april 2019.
4. ↑  ”Församlingar”. Statistiska centralbyrån. https://www.scb.se/hitta-statistik/regional-statistik-och-kartor/regionala-indelningar/forsamlingar/. Läst 30 december 2022.
5. ↑  Administrativ historik för Svinhult socken (Klicka på församlingsposten). Källa: Nationella arkivdatabasen, Riksarkivet.
6. 1 2  Sjögren, Otto (1931). Sverige geografisk beskrivning del 2 Östergötlands, Jönköpings, Kronobergs, Kalmar och Gotlands län. Stockholm: Wahlström & Widstrand. Libris 9939
7. 1 2  Nationalencyklopedin
8. ↑  Fornlämningar, Statens historiska museum: Svinhults socken
9. ↑  Fornminnesregistret, Riksantikvarieämbetet: Svinhults socken Fornminnen i socknen erhålls på kartan genom att skriva in sockennamn (utan "socken") i "Ange geografiskt område"
10. ↑  Mats Wahlberg, red (2003). Svenskt ortnamnslexikon. Uppsala: Institutet för språk och folkminnen. Libris 8998039. ISBN 91-7229-020-X. https://isof.diva-portal.org/smash/get/diva2:1175717/FULLTEXT02.pdf